# Milagro (Navarra)
Milagro ist ein Ort und eine Gemeinde (municipio) mit 3.639 Einwohnern (Stand: 2024) in der autonomen Gemeinschaft Navarra im Norden von Spanien.

## Lage und Klima
Der Ort Milagro liegt auf einer Anhöhe oberhalb des Río Aragón in ca. 300 m Höhe und ist ca. 78 km (Fahrtstrecke) in südlicher Richtung von der Regionalhauptstadt Pamplona entfernt. Das Klima ist gemäßigt bis warm; Regen (ca. 555 mm/Jahr) fällt übers Jahr verteilt.

## Bevölkerungsentwicklung
| Jahr      | 1857  | 1900  | 1950  | 2000  | 2017  |
| Einwohner | 1.234 | 1.586 | 2.931 | 2.599 | 3.400 |

Die Mechanisierung der Landwirtschaft, die Aufgabe bäuerlicher Kleinbetriebe und der daraus resultierende Verlust an Arbeitsplätzen haben seit der Mitte des 20. Jahrhunderts zu einer Landflucht geführt, die in der Regel ein Bevölkerungswachstum in den Städten – so auch in Milagro – zur Folge hatte.

## Wirtschaft
Milagro ist traditionell landwirtschaftlich orientiert, aber auch Handwerker und Dienstleister haben sich im Ort niedergelassen. Der Tourismus in Form der Vermietung von Ferienwohnungen spielt kaum eine Rolle.

## Geschichte
Keltische, römische und westgotische Spuren wurden bislang nicht entdeckt, obwohl man einen alten Ortsnamen (Ergavia) kennt, der mit Milagro in Verbindung gebracht wird. Im 8. Jahrhundert drangen arabisch-maurische Heere bis weit in den Norden der Iberischen Halbinsel vor; die Mauren nannten die markante Anhöhe Sajrat Qays und errichteten dort eine Festung. Ende des 11. Jahrhunderts unternahm Peter I. von Aragón (reg. 1094–1104) einen Versuch zur Rückeroberung (reconquista) des strategisch bedeutsamen Ortes und seiner Burg, in deren Nähe er einen Wachturm errichtete, doch erst König Alfons II. war um das Jahr 1165 erfolgreich – hierbei zerstörte er Burg und Stadt, die jedoch sukzessive neu erbaut wurden. In den 1170er Jahren war die Gegend zwischen den Königreichen Kastilien und Aragón umstritten.

## Sehenswürdigkeiten

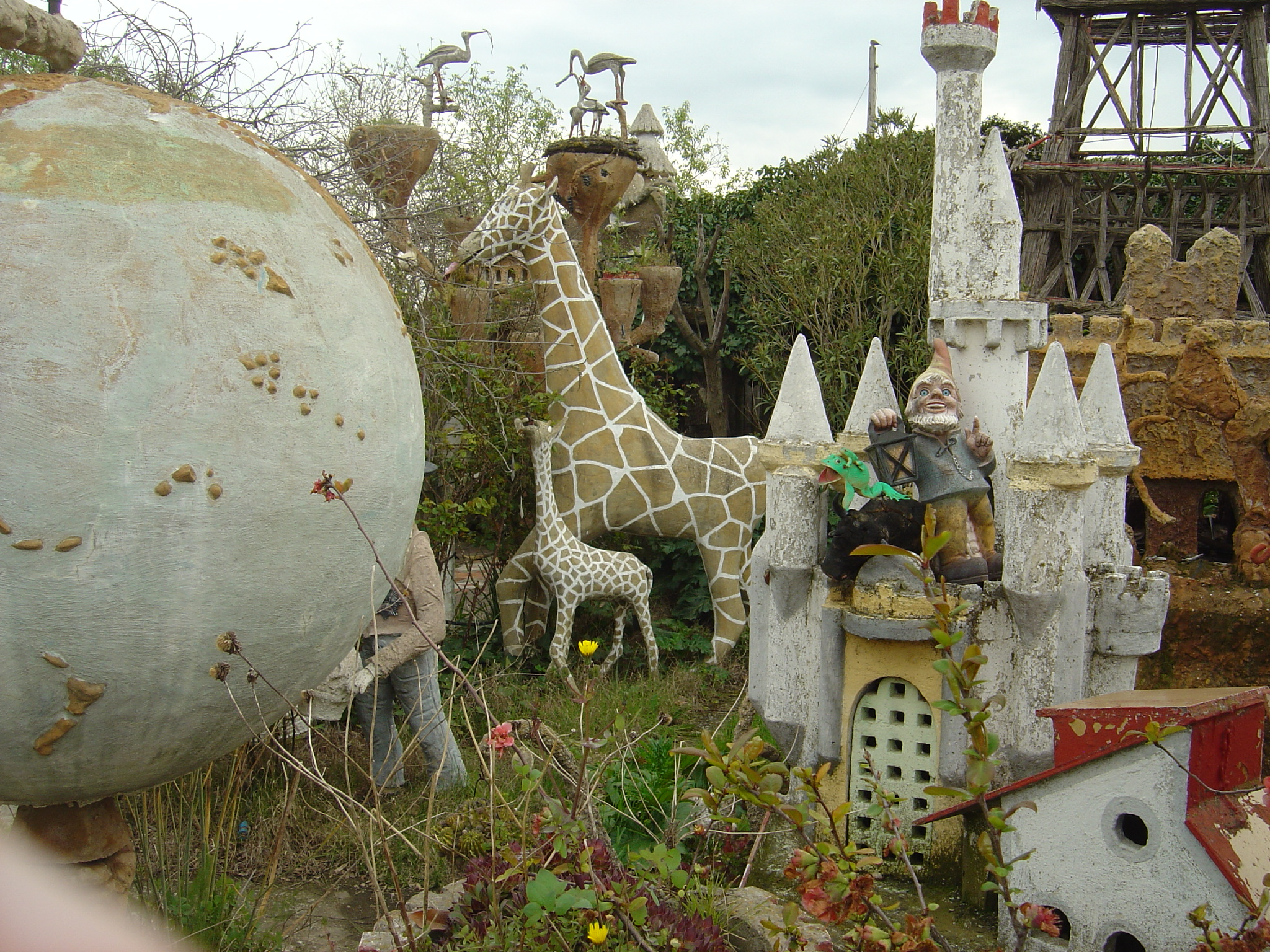
Jardín fantástico

- Von der alten Burg Peters I. sind nur noch spärliche Reste erhalten.[6]
- Im Jahr 1581 begann man mit dem Bau der Iglesia de Nuestra Señora de los Abades in Stilformen der Spätgotik (Apsis und Gewölbe) und der Renaissance (Portal). Das Kirchenschiff (nave) ist von spätgotischen Sterngewölben bedeckt. Das barocke Altarretabel (retablo) zeigt gedrehte Säulen im Stil des Churriguerismus.

Umgebung
- An der Ausfallstraße befindet sich der Jardín fantástico, ein kleiner Garten mit phantasievollen Skulpturen.